# Sari Saarelainen
Sari Saarelainen (1 de març de 1981) és una ciclista finlandesa professional des del 1999. Ha guanyat dos cops el campionat nacional en contrarellotge.

## Palmarès
- 2001
  -  Campiona de Finlàndia en contrarellotge
- 2013
  -  Campiona de Finlàndia en contrarellotge
  - 1a a la NEA i vencedora d'una etapa
- 2014
  - 1a a la NEA i vencedora de 4 etapes
- 2015
  - 1a al Tour del Charente Marítim
- 2016
  - Vencedora d'una etapa a la NEA